# 高田の鉄橋駅
高田の鉄橋駅（たかだのてっきょうえき）は、茨城県ひたちなか市横堰（よこぜき）にある、ひたちなか海浜鉄道湊線の駅である。

## 概要
当駅は、ひたちなか市（旧・那珂湊市）の国道245号跨線橋の直下に位置する。湊線では、ひたちなか海浜鉄道発足後に初めて開業した駅である。

### 当駅における運行形態
- 上り（勝田方面）
  - 日中は概ね1時間に1-2本の列車が停車する[2]。
- 下り（那珂湊・阿字ヶ浦方面）
  - 日中は上り同様、概ね1時間に1-2本の列車（阿字ヶ浦行）が停車する。朝と夕方の一部列車には那珂湊行の区間列車も設定されている[2]。

## 歴史
当駅は湊線の新駅として2013年 - 2017年度の整備計画「湊線第二期基本計画」に盛り込まれており、正式名称が決定するまでの仮称は柳が丘駅（やなぎがおかえき）であった。2013年（平成25年）12月15日の那珂湊駅ホームにて行われた「湊線開業100周年記念式典」にて当駅の正式名称が発表された。湊線の新駅開業は、日工前駅（現在の工機前駅）開業以来の52年振りとなる。

### 年表
- 2014年（平成26年）10月1日：開業。

### 駅名の由来
駅付近がかつて「高田」という地名で、地元では当駅付近を流れる中丸川に架かる中丸川橋梁のことを「たかだのてっきょう」と呼んでいることから。

## 駅構造
単式ホーム1面1線の地上駅であり、無人駅である。ホーム上には待合所が設置されている。

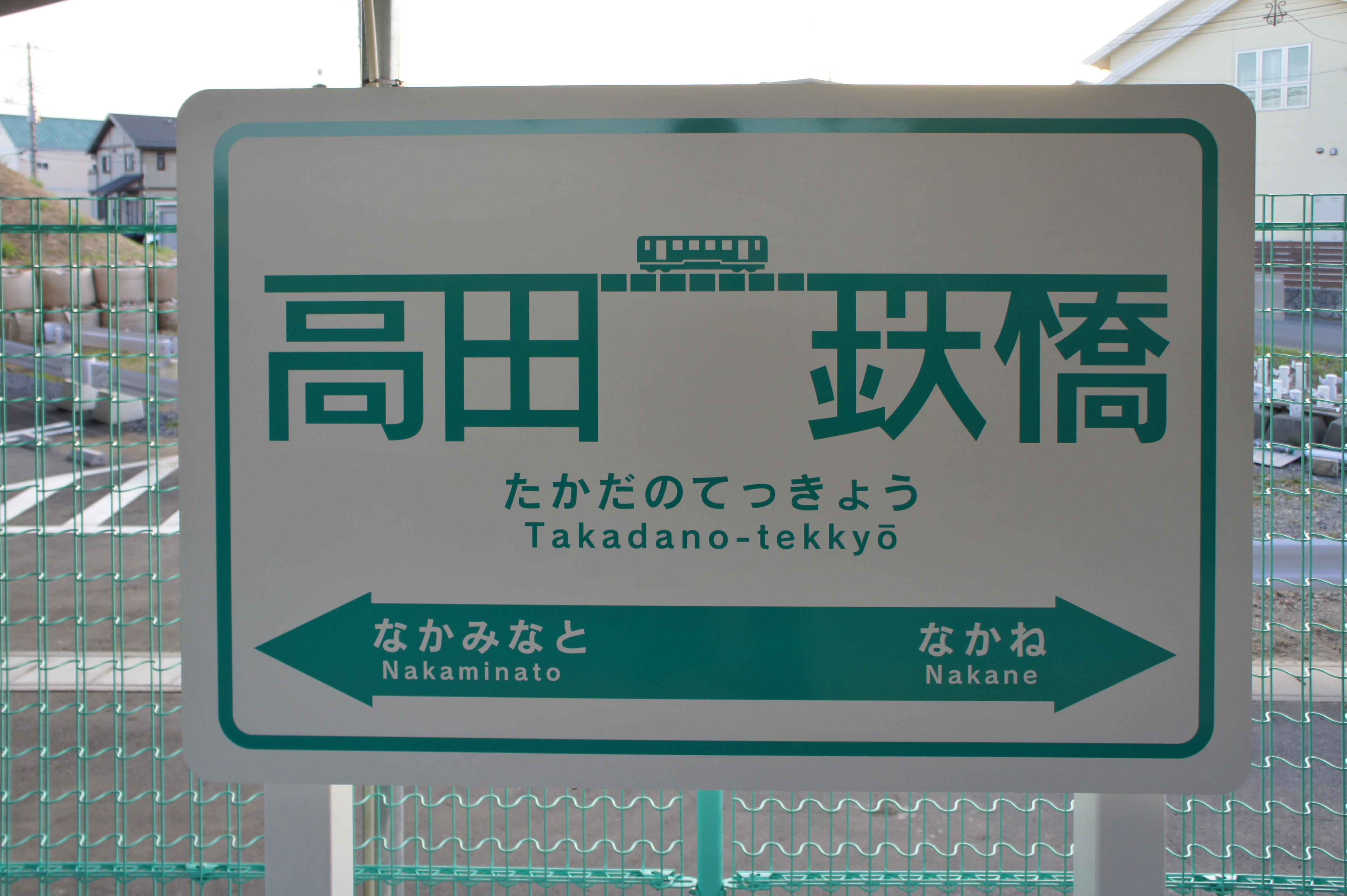
駅名標

## 利用状況
- 高田の鉄橋駅の利用状況の変遷を下表[6]に示す。
  - 輸送実績（乗車人員）の単位は人であり、年度での総計値を示す。年度間の比較に適したデータである。
  - 表中、最高値を赤色で、最高値を記録した年度以降の最低値を青色で、最高値を記録した年度以前の最低値を緑色で表記している。（ただし開業年度の2014年度を除く）

| 年 度              | 当駅分輸送実績（乗車人員）：人／年度 | 当駅分輸送実績（乗車人員）：人／年度 | 当駅分輸送実績（乗車人員）：人／年度 | 当駅分輸送実績（乗車人員）：人／年度 | 特 記 事 項 |
| ------------------ | ------------------------------------ | ------------------------------------ | ------------------------------------ | ------------------------------------ | ----------- |
| 年 度              | 通勤定期                             | 通学定期                             | 定期外                               | 合 計                                | 特 記 事 項 |
| 2014年（平成26年） |                                      |                                      |                                      | 10,950                               |             |
| 2015年（平成27年） |                                      |                                      |                                      | 22,995                               |             |
| 2016年（平成28年） |                                      |                                      |                                      | 22,265                               |             |
| 2017年（平成29年） |                                      |                                      |                                      | 23,216                               |             |
| 2018年（平成30年） |                                      |                                      |                                      | 23,360                               |             |
| 2019年（令和元年） |                                      |                                      |                                      | 36,500                               |             |

## 駅周辺
当駅は湊線と国道245号の交差地点（高架下）に位置する。鹿島臨海鉄道大洗鹿島線常澄駅へは2kmほどである。
- 中丸川橋梁
- 中丸川
- ひたちなか警察署那珂湊警察センター

## 隣の駅
ひたちなか海浜鉄道
■湊線
中根駅 - 高田の鉄橋駅 - 那珂湊駅